# Пак Суа
Пак Суа (кор. 박수아, при рождении Пак Суён (кор. 박수영; род. 31 июля 1992 года, ранее известная как Лиззи(кор. 리지) Риджи), — южнокорейская певица и актриса. Наиболее популярна как участница гёрл-группы After School (2010—2018) и её саб-юнита Orange Caramel (2010—2019).
Как актриса известна ролями в проектах «А я денежки люблю» (2011) и «Разъярённая мама» (2015). Дебютировала как сольная исполнительница в январе 2015 года с синглом «Not an Easy Girl».

## Жизнь и карьера

### 1992—2010: Ранние годы, образование, дебют с After School и Orange Caramel
Суа родилась 31 июля 1992 года в Пусане, Южная Корея. Была единственным ребёнком в семье, училась в женской старшей школе Кёнгидо, одной из старейших современных школ в стране. Умеет играть на пианино. Окончила Университет Кёнхи по специальности «Постмодернизм в музыке».
В 2009 году, ещё до своего дебюта работала в подтанцовке Сон Дам Би. В начале 2010 года была принята в After School и участвовала в их первой встрече с фанатами, но её лицо осталось скрытым под маской. Официально дебютировала 25 марта с выходом сингла «Bang!» под сценическим псевдонимом Лиззи, а уже в июне стала частью саб-юнита Orange Caramel. Являлась самой младшей участницей коллектива вплоть до декабря, когда в группу не пришла И-Ён.

### 2011—17: Роли на телевидении и сольный дебют

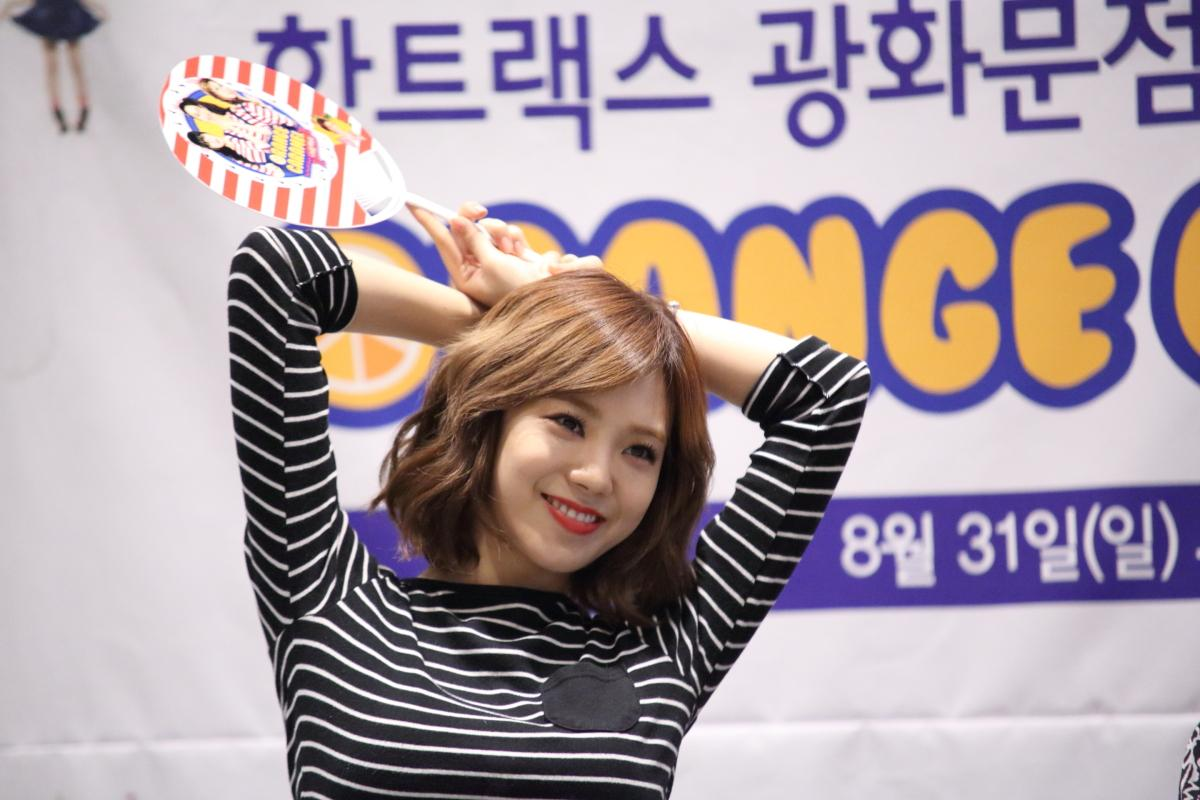
Суа на фансайне Orange Caramel, август 2014 года

В 2011 году Суа стала временным участником популярного шоу «Бегущий человек», но, по её словам, моменты с ней очень часто вырезались из конечного эпизода, из-за чего зрители полагали, что она была просто гостем, а не полноценным участником. В феврале получила камео-роль в ситкоме «А я денежки люблю» и специально для проекта записала саундтрек «Beautiful Girl». В ноябре 2012 была утверждена на роль в сериале «Сыновья-негодники». В следующем месяце был выпущен совместный сингл с рэпером Andup «Cosmetic». В то же время Суа стала частью группы Mystic White вместе с Борой (ныне бывшая участница Sistar), Гаюн (ныне бывшая участница 4Minute), Сонхвой (ныне бывшая участница Secret) и Чжиён (ныне бывшая участница Kara) специально для SBS Gayo Daejun. Они выступили с синглом «Mermaid Princess», и все средства с продаж пошли на благотворительность.
В июле 2013 года Суа сыграла эпизодическую роль в японском фильме «Защита от злых духов». 2 сентября 2014 года стартовал показ фильма «Салон ‘Момо’», где она исполнила роль парикмахера Хёни. В декабре стала участницей телешоу «Хитмейкер», где была объединена в проект-группу совместно с G.NA, Сохён (ныне бывшая участница 4Minute) и Ёнчжи (ныне бывшая участница Kara).
15 января 2015 года состоялась премьера фильма «Сегодняшняя любовь», где Суа также исполнила одну из второстепенных ролей. 23 января выпустила свой первый сольный сингл в жанре трот «Not An Easy Girl (쉬운 여자 아니에요)». 11 февраля совместно с комедиантом Пак Мён Су выпустила песню «Goodbye PMS». В марте начался показ сериала «Разъярённая мама», где у Суа также была второстепенная роль. В июне присоединилась к шоу «Вкусное путешествие» в качестве ведущей.
В 2017 году Суа стала одной из ведущих шоу «Ухажёры моей дочери».

### 2018—настоящее время: Уход из After School и актёрская карьера
1 мая 2018 года контракт девушки с Pledis Entertainment истёк, и она выпустилась из After School. Несмотря на её уход агентство заявило, что она по-прежнему будет являться участницей Orange Caramel. 10 мая исполнительница присоединилась к Celltrion Entertainment. 3 июля сменила свой сценический псевдоним с Лиззи на Пак Суа и получила роль в сериале «Я нашла звезду на улице». 1 декабря стартовал показ сериала «Судьба и ярость», где Суа сыграла одну из главных ролей. Также была камео-роль в сериале «Дьявольское очарование».
В феврале 2019 года стартовал показ семнадцатого сезона сериала «Грубиянка Ён Э». В мае в одном из интервью объявила, что у участниц After School не хватает времени, чтобы записать финальный альбом, подтвердив тем самым информацию о неофициальном расформировании коллектива, но Pledis этого не прокомментировал. В ноябре была выпущена премьера сериала «Гений Ким Сыль Ги».

## Дискография

### Синглы
| Название                                       | Год  | Пиковая позиция в чартах | Продажи                             | Альбом             |
| Название                                       | Год  | KOR                      | Продажи                             | Альбом             |
| ---------------------------------------------- | ---- | ------------------------ | ----------------------------------- | ------------------ |
| «Not an Easy Girl» (совместно с Чон Хён Доном) | 2015 | 38                       | Республика Корея (Цифровые): 71,150 | Не сингл с альбома |

## Фильмография
| Год  |   | Русское название        | Оригинальное название                 | Роль                  |
| ---- | - | ----------------------- | ------------------------------------- | --------------------- |
| 2010 | с | А я денежки люблю       | All My Love                           | Пак Сун Док           |
| 2011 | ф | Проклятая мелодия       | White: The Melody of the Curse        | участница группы Pure |
| 2012 | с | Сыновья-негодники       | Rascal Sons                           | Чжин Ю Ри             |
| 2012 | с | Мировая мама            | What Is Mom                           | Пак Су Ён             |
| 2013 | с | Защита от злых духов    | Evil Spirit Ward                      | Тэ Хи                 |
| 2014 | ф | Салон «Момо»            | Momo Salon                            | Хё Ни                 |
| 2015 | ф | Сегодняшняя любовь      | Love Forecast                         | Мин А                 |
| 2015 | с | Разъярённая мама        | Angry Mom                             | Ван Чон Хи            |
| 2016 | ф | Настроение того дня     | Mood of the Day                       | Сон Юи                |
| 2018 | с | Я нашла звезду на улице | I Picked Up A Celebrity On the Street | Оксусу                |
| 2018 | с | Судьба и ярость         | Fates & Furies                        | Тэ Чон Мин            |
| 2018 | с | Дьявольское очарование  | Devilish Charm                        | Кан Сон Хва           |
| 2019 | с | Грубиянка Ён Э          | Ugly Miss Young Ae Season 17          | Пак Суа               |
| 2019 | с | Гений Ким Сыль Ги       | Kim Seul Gi Genius                    | Сон Кван Чжи          |